# Operation Homecoming: Writing the Wartime Experience
Operation Homecoming: Writing the Wartime Experience è un documentario del 2007 diretto da Richard E. Robbins candidato al premio Oscar al miglior documentario.